# Tatort: Das Glockenbachgeheimnis
Das Glockenbachgeheimnis ist ein Fernsehfilm aus der Krimireihe Tatort. Der vom Bayerischen Rundfunk produzierte Beitrag wurde am 3. Oktober 1999 im Ersten Programm der ARD erstgesendet. Das Münchner Ermittlerduo Batic und Leitmayr ermittelt seinen 23. Fall.

## Handlung
Kriminaloberkommissar Carlo Menzinger führt eine Busladung Japaner aus Tokio, die zu einem Erfahrungsaustausch bei den Münchner Kriminalbeamten weilen, durch das Glockenbachviertel von München, in dem in der Vergangenheit 16 Menschen ermordet wurden. Doch auch jetzt wird wieder ein Toter im Westermühlbach gefunden, dessen Leben gewaltsam beendet wurde. Der Spaziergänger Paul Rochus entdeckt die Leiche spätabends und ist verstört. Die Kriminalhauptkommissare Ivo Batic und Franz Leitmayr fragen ihn und weitere Passanten unter Zuhilfenahme eines Polaroidfotos, ob man wisse, wer der Tote sei. Ein kleines Mädchen meint ihn zu erkennen und schickt sie zum Café „Jasmin“. Die Bedienung Doris Schellenbaum erkennt in dem Mann auf dem Foto den reichen Erben Leonard „Lenny“ Martens, beschreibt ihn als egoistischen, gefühlskalten Kunden und weiß auch, wo er wohnt. In seinem Zimmer finden die Ermittler nichts Verdächtiges. Bewohner des Hauses, die befragt werden, zeigen sich recht verschlossen. Der Architekt Feuerberg habe Streit mit ihm gehabt, weil er ein Grundstück nicht an ihn habe verkaufen wollen. Leitmayr, der in diesem Viertel aufgewachsen ist und sich einigermaßen auskennt, weiß, wo sie Feuerbach finden könnten. Der Architekt visioniert ihnen ein „München der Zukunft“ und erzählt, dass er bereits zehn Jahre an seinem „Glockenbachprojekt“ arbeite. Ein Alibi für die Tatzeit kann er nicht vorweisen.
Leitmayr sieht sich bei Nacht noch einmal am Bach um und trifft auf Frieda Helnwein, die Eigentümerin des Cafés. Sie erzählt ihm, dass Feuerbach bereits allen Mietern des Hauses, das Martens gehörte und das Feuerbach kaufen wollte, eine Abfindung gezahlt hat. Leitmayr ruft Batic dazu, der sofort einen besonderen Draht zu Frieda hat, die sogar Kroatisch kann. Am nächsten Morgen erscheint Paul Rochus im Café und unterhält sich mit Frieda Helnwein und Doris Schellenbaum. Rochus lebt mit seiner alten Mutter zusammen, die recht dominant ist, und kommt regelmäßig zum Frühstücken ins Café. Die drei sind befreundet, mit Frieda war er sogar einmal verlobt. Frieda Helnwein geht zu Batic aufs Präsidium, um ihn zum Essen einzuladen, und erwähnt, dass Paul Rochus Martens kannte.
Zunächst wird Feuerbach festgenommen, da er ein Motiv hat. Die Beamten sehen sich in seiner Wohnung um und finden Pfändungsankündigungen der Bank, was ihren Verdacht bestärkt, zumal Martens keine Erben hat und ein Kauf seines Hauses damit möglich ist.
Batic und Leitmayr suchen Paul Rochus an seinem Arbeitsplatz im Großmarkt auf. Sie erleben ihn, der bisher schüchtern und gehemmt wirkte, als aufbrausenden bestimmenden Mitarbeiter. Anschließend suchen sie Pauls Mutter auf und befragen sie nach Paul und Martens. Unvermittelt erscheint Paul, der angeblich Überstunden abbaut, und schickt die Beamten mit der Bemerkung weg, seine Mutter sei krank und brauche Ruhe. Er ist ungehalten, benimmt sich verdächtig und wird daraufhin aufs Präsidium bestellt. 
Batic besucht Frieda in ihrer Wohnung und erzählt von sich. Zusammen verbringen sie die Nacht. In einem Gespräch mit seinem Kollegen zeigt sich Leitmayr fast ein wenig neidisch auf sein neues Glück. Auch Doris Schellenbaum macht Frieda Vorwürfe, als sie ihr von der Nacht mit Batic erzählt. Sie glaubt ihre Freundschaft gefährdet. Die Ermittler finden heraus, dass Martens schwul war, ebenso wie Paul Rochus. Gemeinsam spielten sie des Öfteren im Café „Jasmin“ Klavier und waren außerdem ein Paar. Rochus verfasst ein Schuldgeständnis und will sich erhängen. Leitmayr kann ihn aber davon abhalten und erfährt, dass Martens ihn gedemütigt hatte und seiner Mutter alles erzählen wollte. Das konnte er nicht zulassen, da seine Mutter das nie erfahren dürfe. Deshalb hätte er ihn zusammengeschlagen und seinen Kopf unter Wasser gedrückt. Die Ermittler merken, dass diese Aussage nicht stimmen kann, weil die Leiche zum Wasser geschleift und nicht vor Ort erschlagen wurde. Die Analyse des Verlaufs der alten unterirdischen Gänge des Baches und die am Tatort festgestellten Schleifspuren führen zum Haus von Frieda Helnwein. Doris und Frieda machen sich inzwischen Sorgen, weil Rochus nicht zum Frühstück im Café erschienen ist. Doris geht ihn suchen und Ivo geht zu Frieda und erzählt ihr von Pauls Geständnis und so gesteht sie ihm, dass sie und Doris es nicht mehr hätten ertragen können, wie er von Martens schikaniert worden sei und wie sie und Doris den von Paul bewusstlos geschlagenen Martens zum Bach geschleift und ihn dann unter Wasser gedrückt hätten. Doris und Frieda kommen dabei die Erinnerungen an früher, als sie als Kinder Mutproben veranstalteten, wobei einer ihrer kleinen Freunde ertrunken ist. Von diesem titelgebenden Geheimnis hat Paul Rochus Mertens erzählt, der damit drohte, es preiszugeben. Von dieser Drohung erfuhren auch die beiden Frauen. Die Frauen werden abgeführt und ein sehr trauriger Kommissar Batic bleibt zurück.

## Einschaltquoten
Die Erstausstrahlung von Das Glockenbachgeheimnis am 3. Oktober 1999 wurde in Deutschland von 7,96 Millionen Zuschauern gesehen und erreichte einen Marktanteil von 23,05 % für Das Erste.